# Municipio de Gregory (Arkansas)
El municipio de Gregory (en inglés: Gregory Township) es un municipio ubicado en el condado de Conway en el estado estadounidense de Arkansas. En el año 2010 tenía una población de 376 habitantes y una densidad poblacional de 6,31 personas por km².

## Geografía
El municipio de Gregory se encuentra ubicado en las coordenadas 35°16′56″N 92°48′16″O / 35.28222, -92.80444. Según la Oficina del Censo de los Estados Unidos, el municipio tiene una superficie total de 59.56 km², de la cual 57,4 km² corresponden a tierra firme y (3,61 %) 2,15 km² es agua.

## Demografía
Según el censo de 2010, había 376 personas residiendo en el municipio de Gregory. La densidad de población era de 6,31 hab./km². De los 376 habitantes, el municipio de Gregory estaba compuesto por el 94,41 % blancos, el 2,13 % eran afroamericanos, el 1,06 % eran amerindios, el 0,53 % eran asiáticos, el 0,27 % eran de otras razas y el 1,6 % eran de una mezcla de razas. Del total de la población el 0,8 % eran hispanos o latinos de cualquier raza.